# Erik Wennberg

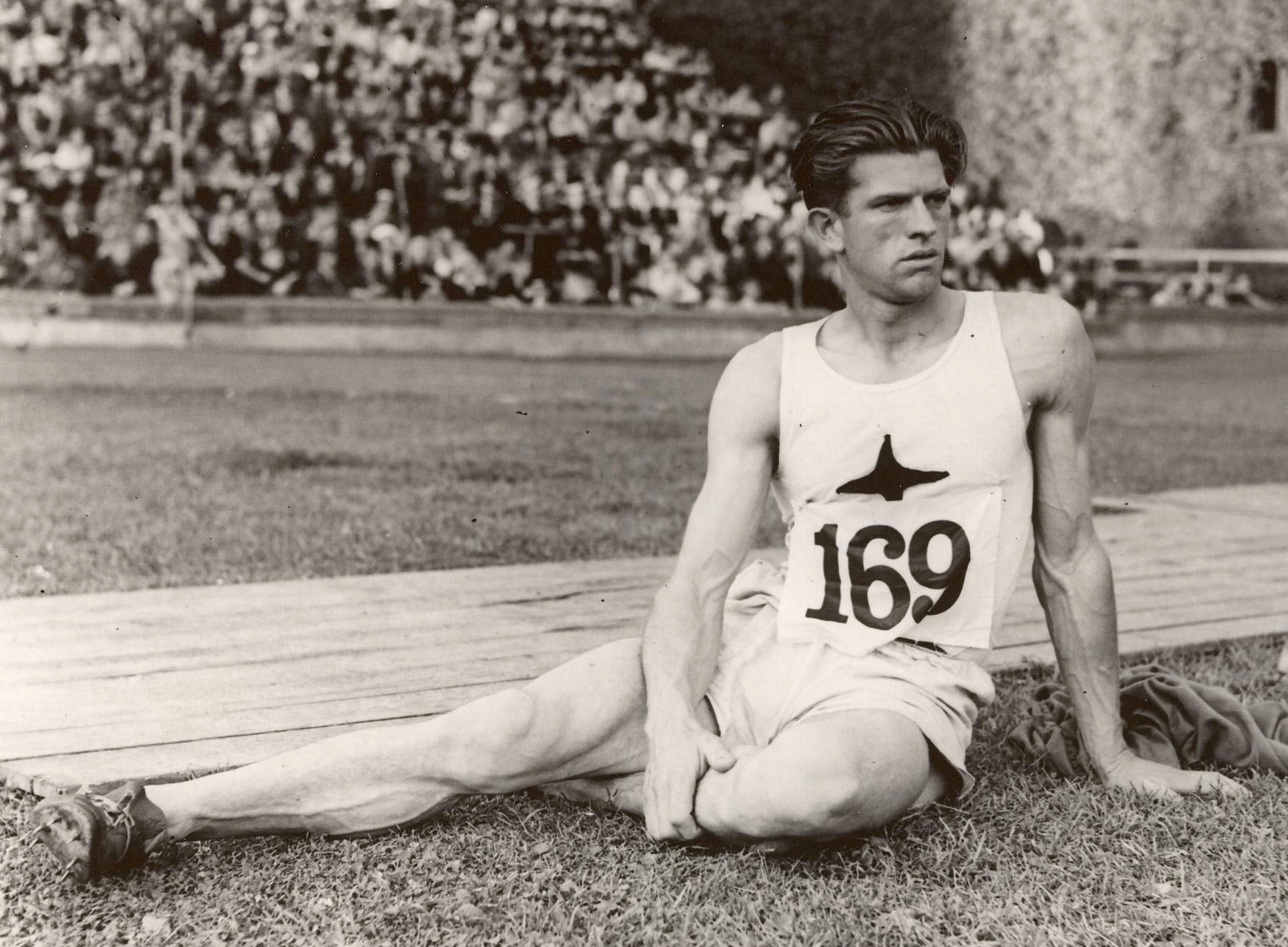
Erik Wennberg in den 1940er Jahren

Erik Wennberg (* 28. März 1910; † 1982) war ein schwedischer Mittelstreckenläufer.
Bei den Leichtathletik-Europameisterschaften 1934 in Turin wurde er Fünfter über 800 m.

## Persönliche Bestzeiten
- 800 m: 1:52,7 min, 1. September 1934, Stockholm
- 1500 m: 3:55,3 min, 22. Juli 1934, Malmö